# Saitonia
Genre
Saitonia est un genre d'araignées aranéomorphes de la famille des Linyphiidae.

## Distribution
Les espèces de ce genre se rencontrent au Japon, en Corée du Sud et en Chine.

## Liste des espèces
Selon World Spider Catalog (version 22.5, 04/11/2021) :
- Saitonia kawaguchikonis Saito & Ono, 2001
- Saitonia longicephala (Saito, 1988)
- Saitonia muscus (Saito, 1989)
- Saitonia ojiroensis (Saito, 1990)
- Saitonia orientalis (Oi, 1960)
- Saitonia pilosa Seo, 2011

## Étymologie
Ce genre est nommé en l'honneur de Hiroshi Saito.

## Publication originale
- Eskov, 1992 : « A restudy of the generic composition of the linyphiid spider fauna of the Far East (Araneida: Linyphiidae). » Entomologica Scandinavica, vol. 23, no 2, p. 153-168.